# Yucca filifera
Yucca filifera är en sparrisväxtart som beskrevs av J.Benjamin Chabaud. Yucca filifera ingår i släktet palmliljor, och familjen sparrisväxter. Inga underarter finns listade i Catalogue of Life.

## Bildgalleri

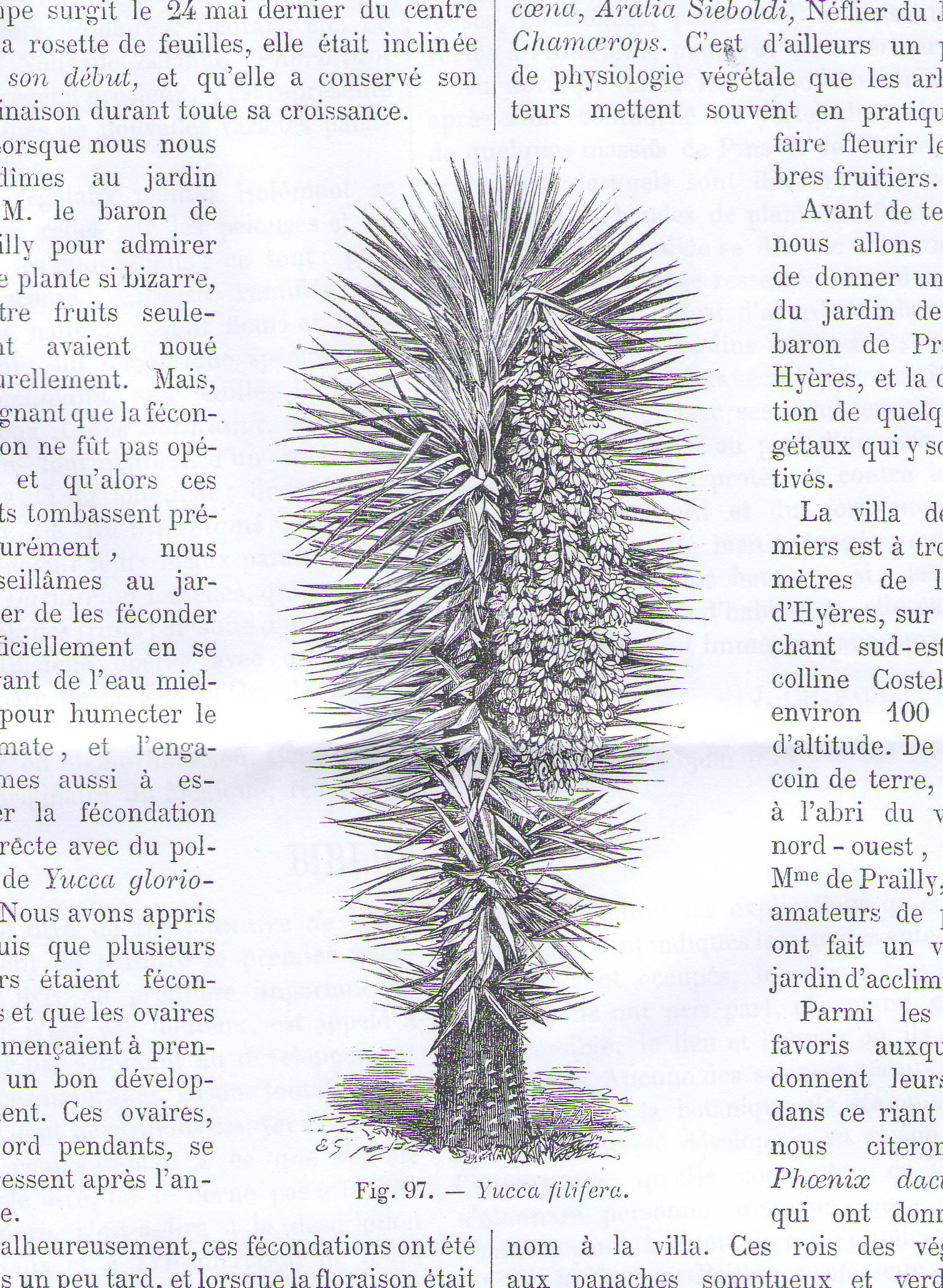